# Melody Fall
I Melody Fall sono un gruppo musicale pop punk italiano, formatosi a Torino nel 2003.

## Storia del gruppo
Nel gennaio 2004 Fabrizio "Pan" Panebarco (voce, Chitarra), PierAndrea Palumbo (basso, seconda voce) e Marco Ferro (batteria), che frequentavano il primo anno di liceo a Torino e nutrivano interesse verso gruppi pop punk quali Blink-182, i Sum 41 e i New Found Glory, formarono a loro volta un gruppo chiamato Ducks 33 e iniziarono le prime esibizioni in città. Dopo un anno di attività, la band incise il primo demo. Nell'estate del 2005 il produttore Andrea Fusini (FusixStudio) decise di produrre i loro dischi. La band cambiò il nome in Melody Fall e integrò un altro chitarrista, Davide Pica, poco prima di iniziare la registrazione dell'EP che uscì in Italia nel gennaio 2006 senza nessuna etichetta discografica, mentre in Giappone con l'etichetta Radtone. Appena 2 mesi dopo, la band firmò con la Wynona Records ed iniziò un tour in Italia e in Giappone, pubblicando nel febbraio 2007 l'album di debutto, Consider Us Gone.
Verso la fine del 2007 i Melody Fall firmarono un contratto con la Universal Records. Nel febbraio 2008 il gruppo partecipò al Festival di Sanremo con il brano Ascoltami, senza riuscire ad entrare tra i finalisti della sezione Giovani.  Il primo album con la Universal Records, dal titolo Melody Fall, fu anche il primo album in cui Fabrizio Pan cantò in italiano. Il 17 maggio 2008 uscì, esclusivamente in Giappone, l'album Hybrid, prodotto con la partecipazione della band pop punk statunitense Better Luck Next Time.
La canzone Su Le Mani è stata utilizzata come sigla della trasmissione “1x1” in onda su TV2000 tra il 2008 e il 2010. Il 12 ottobre 2010 venne prodotto, non solo in Italia, l'album Into the Flesh, che rappresentò un netto distacco dal vecchio stile pop-punk Italiano, a favore di un Pop Punk internazionale più marcato.
"Into the flesh" fu l'album che vendette di più dei Melody e permise alla band di tornare in Giappone per "Geki Rock Festival", un tour itinerante dove i Melody erano CO-Headliner con i Forever The Sickest Kids. La band tornò a girare per europa e tra il 2010 e il 2012 fece due tour in Russia/Ucraina.
Nel 2011 la band tornò in studio da Andrea Fusini per la produzione del terzo lavoro, Virginal Notes, uscito in aprile 2012. L'album segue sonorità molto più dure, e a detta della band è stato un Esperimento molto divertente. Fabrizio Pan, nel disco, si cimenta nel Rap e nello scream per la prima volta. Virginal Notes, nonostante le sonorità così dure, diventa il disco più ascoltato dei Melody Fall online, grazie alla cover dei Fort Minor "Remember The Name" inclusa, che entra in diverse playlist Spotify ufficiali e supera il Milione di plays.
Nel 2013 il batterista Marco Ferro, fu sostituito da Andrea Bessone, proveniente da Mondovì. L'anno successivo viene messo in commercio l'album The Shape of Pop Punk to Come e pubblicato anche in Giappone per la Radtone. Questo è il primo lavoro interamente prodotto da Fabrizio Pan con la sua etichetta "Pan Music Production".
La band, con l'album appena uscito viene contattata da diversi promoters cinesi, e nel 2015 mette piede per la prima volta in territorio cinese con un grande tour di 14 date.
Nel 2016, PierAndrea Palumbo lascia la band per darsi alla produzione di vino, la band si prende una pausa, fino ad un terzo tour giapponese che vede la partecipazione al basso di Paolo Brondolo.
Nel 2017 esce 10 Years per Pan Music Production, una raccolta di tutti i brani più significativi dei dieci anni di carriera dei Melody Fall. La band effettua una tournée chiamata POP PUNK.IT TOUR facendo tappa in molte città italiane.
Nel 2018 esce il loro ottavo album in studio The Middle Age of the Dinosaurs, prodotto da Pan Music Production e distribuito da Fabtone Records (Giappone).
Il 15 marzo 2024 la band torna in attività con la pubblicazione del singolo Nothing Left to Lose per l'etichetta milanese Kick&Snare.

## Formazione

### Formazione attuale
- Fabrizio Pan – voce, chitarra ritmica (2003-presente)
- Davide Pica – chitarra solista (2005-presente)
- Edoardo Giuliani – chitarra ritmica (2017-presente)
- Marco Pochettino – batteria (2024-presente)

### Ex componenti
- Marco Ferro – batteria (2004-2013)
- Andrea Bessone – batteria (2013-2023)
- PierAndrea Palumbo – basso, seconda voce (2004-2015)

## Discografia

### Album in studio
- 2007 – Consider Us Gone (Wynona Records)
- 2008 – Melody Fall (Universal)
- 2010 – Into the Flesh (Radtone)
- 2012 – Virginal Notes (This is Core Music)
- 2014 – The Shape of Pop Punk to Come (Pan Music Production)
- 2018 – The Middle Age of the Dinosaurs (Pan Music Production)

### Raccolte
- 2017 – 10 Years

### EP
- 2006 – Melody Fall EP (Radtone)

### Split
- 2008 – Hybrid (con i Better Luck Next Time) (Radtone)